# Пијаниста
Пијаниста је назив за музичара који свира клавир. Пошто у готово свим жанровима може да се користи клавир, пијанисти имају широк репертоар и широку варијанту стилова, међу којима су традиционална класична музика, џез и блуз, али и сви облици популарне музике, укључујући и рокенрол. Већина пијаниста у одређеној мери може лако да свира и друге инструменте са клавијатуром, као што су синтисајзер, чембало, целеста и орган.
Један од најпознатијих пијаниста био је Моцарт, који је сматран најбољим „бечким клавиром”.